# Joey Miyashima
Joey Miyashima est un acteur nippo-américain né le 18 novembre 1957 aux États-Unis.

## Filmographie

### Télévision

#### Téléfilms
- 1988 : Un flic de cœur (Police Story: The Watch Commander) de Jim McBride : Niko
- 1990 : Partners in Life de Carl Gottlieb : L'assistant de police
- 1995 : Dix ans d'absence (Whose Daughter Is She?) de Frank Arnold : Le docteur Wong
- 1997 : Mort sur le Campus (Dying to Belong) de William A. Graham : Un policier
- 1999 : Abus de confiance (A Secret Life) de Larry Peerce
- 2004 : Paradise de Frank Pierson : Johnny Kim
- 2006 : High School Musical de Kenny Ortega : Principal Matsui
- 2009 : SOS Daddy (Dadnapped) de Paul Hoen : Un flic

#### Série télévisée
- 1988 : The Tracey Ullman Show (1 épisode) : Marty Jr.
- 1989 : Docteur Doogie  (Doogie Howser, M.D.)(1 épisode) : Orderly
- 1990 : True Colors (1 épisode) : Le livreur
- 1991 : Les Simpson (The Simpsons) (1 épisode : Un poisson nommé Fugu) : Toshiro
- 1991 : La Voix du silence (Reasonable Doubts) (2 épisodes) : Dr Brown
- 1999 : Les Anges du bonheur (Touched by an Angel) (2 épisodes) : Steve et un comédien
- 2000 : Les Associées (The Huntress) (1 épisode) : Ken Mitoguchi
- 2002 : Firestarter : Sous l'emprise du feu (Firestarter 2: Rekindled) : Le secrétaire
- 2003 : Everwood (1 épisode) : Dr Friesen
- 2005 : Urgences (Emergency Room) (1 épisode) : Le député

### Cinéma
| Année | Titre du film                            | Rôle                          | Réalisateur       |
| ----- | ---------------------------------------- | ----------------------------- | ----------------- |
| 1985  | Stand Alone                              | Le 2e soldat japonais         | Alan Beattie      |
| 1986  | Karaté Kid : Le Moment de vérité 2       | Toshio                        | John G. Avildsen  |
| 1989  | Mother, Mother                           | Dale Chang                    | Micki Dickoff     |
| 1990  | Bad Influence                            | L'homme au Tar Pit            | Curtis Hanson     |
| 1991  | Rendez-Vous au Paradis                   | Pronostiquer au casino        | Albert Brooks     |
| 1993  | Soleil levant                            | Le jeune négociateur japonais | Philip Kaufman    |
| 1995  | Behind the Waterfall                     | Docteur E.R. Xiao             | Scott Murphy      |
| 1996  | Commando en herbe                        | Milkman                       | Blair Treu        |
| 1997  | Les Ailes de l'enfer                     | Le technicien                 | Simon West        |
| 1998  | Meet the Deedles                         | ?                             | Steve Boyum       |
| 1999  | The Runner                               | Dr. Andrews                   | Ron Moler         |
| 2000  | The Crow 3: Salvation                    | Le garde de la radio          | Bharat Nalluri    |
| 2001  | Dumb Luck                                | L'agent Kurumada              | Craig Clyde       |
| 2001  | La Gardienne des secrets                 | Dr. Mezzie                    | Blair Treu        |
| 2002  | I Saw Mommy Kissing Santa Claus          | M. Weber                      | John Shepphird    |
| 2004  | Benji: Off the Leash!                    | Le véterinaire                | Joe Camp          |
| 2005  | Down and Derby                           | Kyosho Yakimoto               | Eric Hendershot   |
| 2006  | Blind Dating                             | Dr. Sato                      | James Keach       |
| 2007  | American Pastime                         | Le dissident                  | Desmond Nakano    |
| 2007  | Moving McAllister                        | Le japonais                   | Andrew Black      |
| 2008  | Forever Strong                           | Attorney                      | Ryan Little       |
| 2008  | High School Musical 3 : Nos années lycée | Principal Matsui              | Kenny Ortega      |
| 2020  | The Night Clerk                          | Ron Benson                    | Michael Cristofer |